# Erder (Elektroinstallation)
Ein Erder, auch Erdungselektrode, ist ein unisoliertes elektrisch leitfähiges Element einer Erdungsanlage, das sich als linienförmige elektrische Kontaktfläche unterhalb der Erdoberfläche befindet. Der Erder sollte eine gute elektrische Verbindung zum Erdreich haben, um elektrische Ströme dorthin abzuleiten.
Das Internationale Elektrotechnische Wörterbuch definiert den Erder als „leitfähiges Teil, das in das Erdreich oder in ein anderes bestimmtes leitfähiges Medium, zum Beispiel Beton oder Koks, das in elektrischem Kontakt mit der Erde steht, eingebettet ist.“ (Koks hat in Deutschland als Medium zum Einbetten von Erdern keine Bedeutung).

## Erderarten

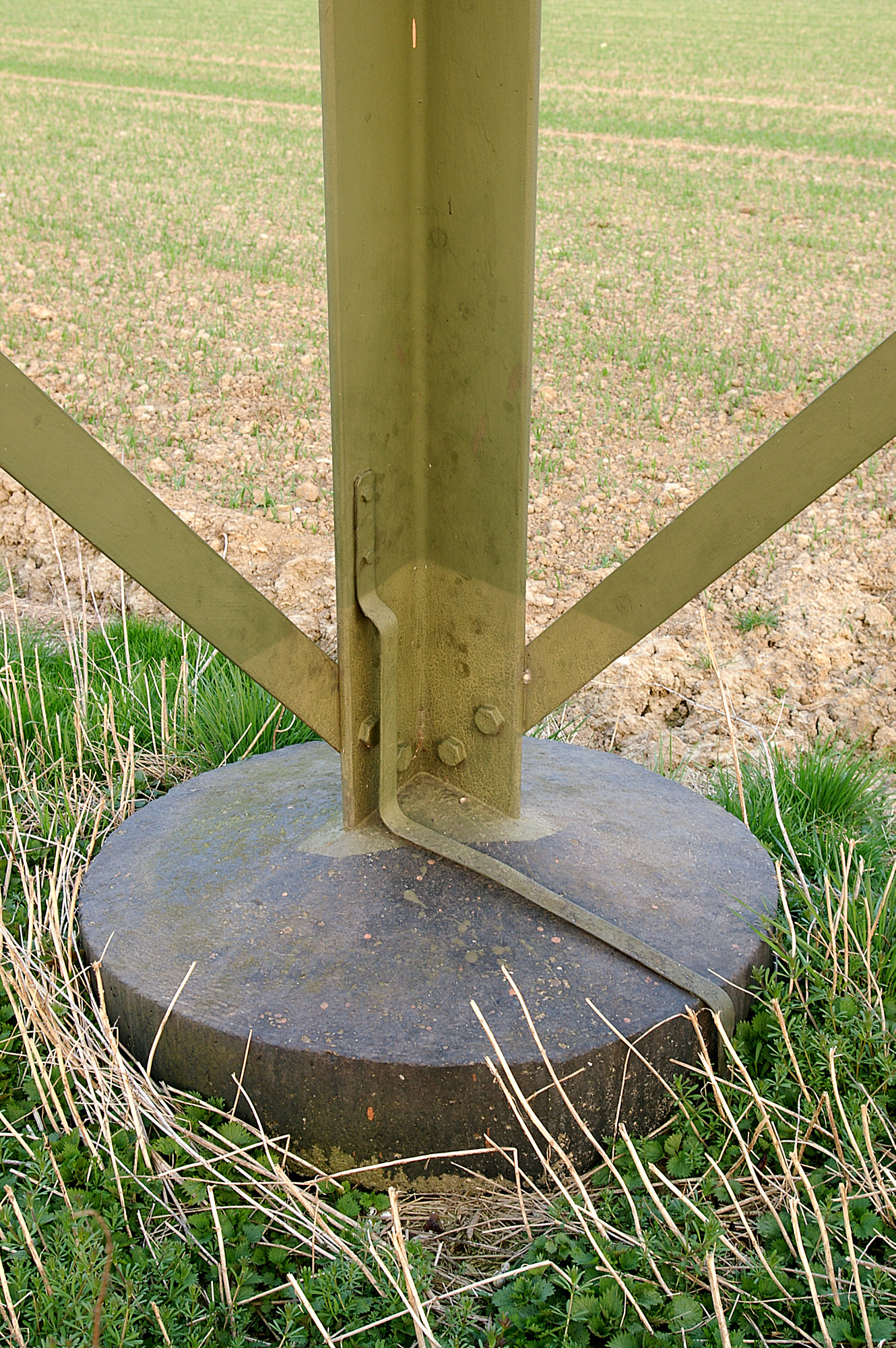
Erdungsband am Fuß eines Hochspannungsmastes

Natürliche Erder sind Bauteile, die elektrische Ströme ins Erdreich ableiten können, jedoch nicht zu diesem Zweck ins Erdreich eingebracht wurden. Natürliche Erder sind z. B. metallische Rohrleitungen und Konstruktionselemente aus Beton mit Stahlarmierung. Bis Ende der 1980er Jahre war es zulässig, metallische Wasserrohrleitungen als Schutzerder zu nutzen. Dazu bedurfte es der Zustimmung des Versorgungsunternehmens. Wegen nachteiliger Auswirkung des Stromflusses auf die Rohrleitungen (Korrosion) und des denkbaren späteren Austausches durch Kunststoffrohre wurde die Nutzung von Wasser- und Gasrohren als Erder gemäß DIN VDE 0100-540:2012-06 Abschnitt 542.2.3 sowie ÖVE/ÖNORM E 8001-1:2010-03 Abschnitt 16 ausdrücklich untersagt.
Als künstliche Erder bezeichnet man alle Einrichtungen, die ausschließlich zum Zweck der Erdung ins Erdreich eingebracht werden.
Fundamenterder werden mit der Stahlarmierung des Gebäudefundaments als natürlichem Erder verbunden, gelten aber nach DIN insgesamt als künstliche Erder.
- Tiefenerder werden in der Regel als Edelstahl-Staberder aus Rundstahl, Rohr oder anderen Profilstählen mit einer Ramme oder durch die Vibration eines elektrischen oder pneumatischen Schlaghammers senkrecht in den Boden getrieben. Sie sollten mindestens eine Tiefe von 9 m im feuchten Erdreich erreichen. Ist die Tiefe zu gering, ergibt sich eine schlechte Potentialverteilung und somit eine erhöhte Schrittspannung am Erder bei Blitzeinschlag.[9][10] Sofern es der Untergrund erlaubt, werden Tiefenerder in der Regel bis zu 30 Meter in die Erde getrieben. Vorteilhaft ist die dauerhafte Verbindung zum Grundwasser.[11] Für Hochfrequenzanwendungen sind Tiefenerder wegen des Skineffekts nicht geeignet.

- Oberflächenerder sind Erder, die in geringer Tiefe mit mindestens 0,5 Metern parallel zur Erdoberfläche verlegt werden.[6] Sie werden bevorzugt eingesetzt, wenn in der Ebene der Verlegung eine feuchte, gut leitende Bodenschicht vorhanden ist. Oberflächenerder bestehen in der Regel aus Bandmaterialien, Rundmaterialien oder Seilen und werden zu Maschen zusammengesetzt.[12] Nachteilig ist, dass der Ausbreitungswiderstand aufgrund der wechselnden Bodenfeuchtigkeit stärkeren Schwankungen unterliegt.[2]

- Fundamenterder werden im Beton des Gründungsfundaments eines Bauwerks eingebettet. Da die Leitfähigkeit des Betons häufig geringer ist als die des Erdreichs, werden bei Stahlbetonfundamenten die eingelegten Erdungsbänder in regelmäßigen Abständen mit der Bewehrung verbunden.
- Ist das Fundament durch Abdichtungs- oder Dämmschichten vom Erdreich isoliert, so wird der Fundamenterder unterhalb der isolierenden Schicht installiert und gegebenenfalls in die Sauberkeitsschicht eingebettet. Alternativ kann ein Ringerder um die Gründung des Bauwerks herum verlegt werden, der zur Einhaltung der vorgesehenen Maschenweite gegebenenfalls unter dem Fundament durchverbunden wird.

## Erderformen

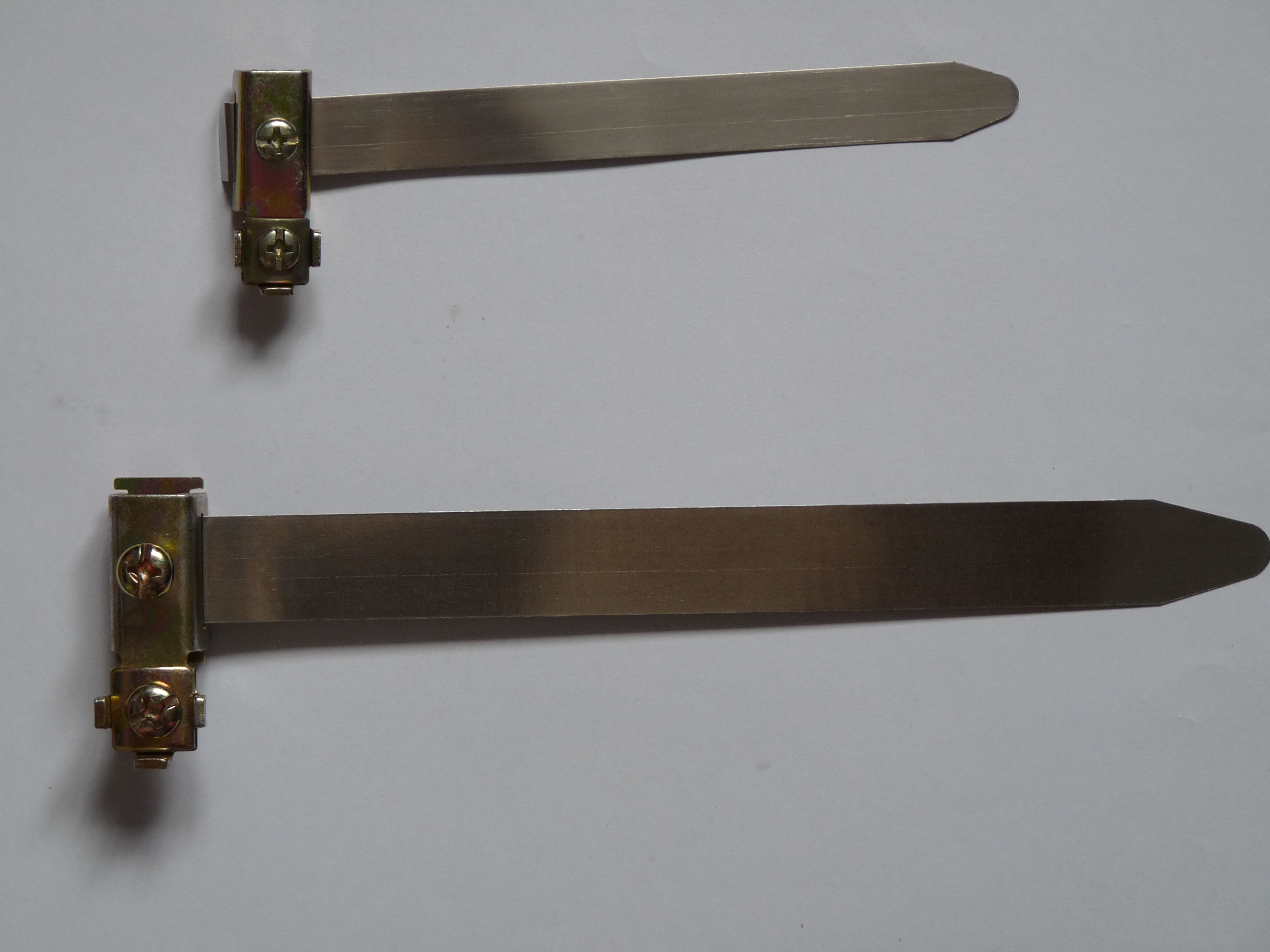
Manschette, die zum Anschluss des Potentialausgleichs um metallische Rohrleitungen gelegt und verspannt wird.

Die Form der Verlegung des Erders hat großen Einfluss auf das Potentialverhalten.
Horizontal verlegte Erder sollten nach Möglichkeit als Ringerder ausgeführt werden. Ist die Ausführung als Fundamenterder nicht möglich, kann der Ringerder (am Rand der Baugrube) um die Gründung des Bauwerks herumgeführt werden.
Weiterhin gibt es folgende Erderformen:
- Staberder sind Rohre oder Rundstähle, die senkrecht in den Boden eingetrieben werden.[1] Die einzelnen Erderstäbe können ineinander gesetzt werden und werden beim Einschlagen miteinander verbunden. Staberder werden bevorzugt in dicht bebauten Gebieten eingesetzt, da dort aufgrund von Platzmangel andere Erder oft nicht verwendet werden können.[13] Staberder, die beispielsweise als Baustellenerder nur der vorübergehenden Verwendung dienen, bestehen oft aus einem 1 - 1,5 m langen, kreuzförmigen Metallprofil, das mit dem Hammer ins Erdreich geschlagen wird.
- Geradlinige Erder werden oft bei der Verlegung von Kabeln mit ins Erdreich eingebracht, da der Graben dann bereits vorhanden ist. Zur Verbesserung des Ausbreitungswiderstandes werden Banderder hochkant im Erdreich eingegraben.[6]
Geradlinige bzw. Strahlenerder dürfen nach Schweizer Richtlinien maximal 15 m lang sein.[14]
- Strahlenerder werden aus mehreren horizontal gestreckt verlegten Erdern hergestellt, die strahlenförmig um einen Punkt verlegt und miteinander verbunden werden. Im Idealfall werden 6 Strahlenerder verlegt, so dass der Winkel zwischen zwei Strahlen 60° beträgt. Ein sechsfacher Strahlenerder hat im Vergleich zum Ringerder bei gleicher Ausdehnung einen kleineren Ausbreitungswiderstand.[13]
- Maschenerder bestehen aus maschenförmig verlegten und an den Enden miteinander verbundenen Erdern. Die einfachste Form eines Maschenerders ist ein Strahlenerder, bei dem die Strahlenenden mit einem Ringerder verbunden werden. Um eine größere Widerstandskonstanz zu erreichen, werden oftmals mehrere Tiefenerder zusätzlich vorgesehen und mit dem Maschenerder elektrisch leitend verbunden.[15]
- Plattenerder bestehen aus 3 mm starken Stahlblech- oder Kupferblechplatten. Das Kupferblech ist in der Regel perforiert. Die Plattenfläche beträgt mindestens 0,5 m².[6] Plattenerder werden sowohl als Oberflächenerder als auch als Tiefenerder eingesetzt.[1] Allerdings werden sie nur sehr selten verwendet, ihr Gebrauch beschränkt sich für Spezialfälle wie z. B. Telekommunikationsanlagen.[13]

## Erdermaterial
Da Erder im Erdreich verlegt werden und einer bestimmten Eigenkorrosion unterliegen, werden sie aus korrosionsfesten Materialien hergestellt. Ausreichend korrosionsbeständige Erder sichern für mindestens zehn Jahre eine zuverlässige Erdung. Als Erdermaterialien werden verwendet:
- Feuerverzinkter Stahl eignet sich sowohl für die Einbettung in Beton als auch in fast allen Bodenarten. Die meisten Erder werden aus feuerverzinktem Stahl hergestellt. Die Zinkauflage beträgt dabei mindestens 70 Mikrometer.[1]

- Bei Stahlerdern mit Kupferauflage (verkupferter Stahl) beträgt der Mindestanteil der Kupferauflage 20 % des Stahlgewichtes.[16]

- Kupfer ist im Erdreich sehr beständig und wird als Erdermaterial für Erder in Starkstromanlagen verwendet: Neben Erdern aus reinem Kupfer werden auch solche mit galvanischen Überzügen aus Zinn, Zink oder Blei verwendet.[1]

- Erder aus Edelstahl werden zunehmend, besonders aber in größeren Städten in der Nähe von U-Bahnen und Straßenbahnen mit Gleichstromantrieb verwendet, da diese durch Erdströme Korrosion verursachen[17]. Geeignet sind bestimmte hochlegierte nicht rostende Stähle nach DIN 17440, z. B. Werkstoff Nr. 1.4571. Der Stahl sollte mindestens 16 % Chrom, 5 % Nickel sowie 2 % Molybdän enthalten. Wenn der Edelstahl im Erdboden durch Zutritt von Sauerstoff eine passivierte Schicht ausbilden kann, so ist er ebenso korrosionsbeständig wie Kupfer.[18]

Die geometrischen Abmessungen des Erdermaterials werden in Netzen mit einer Nennspannung über 1 kV mit niederohmiger Sternpunkterdung von der geforderten Stromtragfähigkeit des Erders bestimmt. Die Querschnitte sind abhängig vom Material, aus dem der Erder besteht, und sind entsprechend VDE 0101 Anhang A zu wählen. Außerdem ist die DIN VDE 0141 (Erdungen für spezielle Starkstromanlagen mit Nennspannungen über 1 kV) zu befolgen.
Die Mindestquerschnitte bzw. Mindestdurchmesser des Erders betragen je nach Material:
- Feuerverzinkter Stahl (Band oder Profil einschließlich Platten) 90 mm²
- Feuerverzinktes Rohr 25 mm Durchmesser
- Feuerverzinkter Rundstab für Tiefenerder 16 mm Durchmesser (ca. 200 mm²)
- Feuerverzinktes Stahlseil oder Runddraht 10 mm Durchmesser (ca. 80 mm²) oder zwei mal 8 mm Durchmesser, z. B. für Oberflächen- und Fundamenterder
- Verkupferter Stahl 50 mm²
- Kupferband 50 mm²
- Kupferseile (Litzen-Ø min. 1,7 mm) oder Kupferstangen 35 mm²

Die Mindestmaße für verzinkten Bandstahl betragen 30 mm × 3,5 mm oder 25 mm × 4 mm. Bei Rundstahl ist ein Mindestdurchmesser von 10 mm vorgeschrieben.

### Korrosion
Bei kombinierten Erdern aus unterschiedlichen Materialien, z. B. feuerverzinkten Stahlerdern mit Kupfererdern oder auch mit Fundamenterdern aus unverzinktem Stahl, kann es in feuchtem Umgebungsmilieu aufgrund von Elementbildung bzw. anodischer Korrosion (Elektrolyse) zu starken Korrosionserscheinungen am unedleren Erder kommen, wenn gegenüber einem verbundenen Erder aus edlerem Metall bzw. gegenüber dem Erdreich eine deutliche Verschiebung zu positiveren Potentialen vorliegt.
Die Lebensdauer von feuerverzinkten Erdern kann dabei z. B. auf unter fünf Jahre sinken.
Gefährdet sind insbesondere Erder aus (verzinktem) Stahl, da diese gegenüber Erdern aus Kupfer, Edelstahl sowie in Beton eingeschlossenen Erdern üblicherweise ein negatives Potential entwickeln, wodurch sie als Anode einen elektrolytischen Materialabtrag erfahren. 

Wird ein Stahlerder in einem Kupfermantel verwendet, so ist darauf zu achten, dass der Stahl vom Kupfer vollflächig umschlossen ist, da die Korrosion an kleinen Fehlstellen verstärkt einsetzt. 

Ein in Stahlbeton vergossener Erder aus Bandstahl oder Stahlseil soll alle fünf Meter mit der Bewehrung verbunden werden. 

Erdeinführungen aus (verzinktem) Stahl sollten im Bereich von jeweils 30 cm über und unter der Erdoberfläche vor Korrosion geschützt werden (beispielsweise durch wasserdichtes Butyl-Kautschuk-Band oder Schrumpfschlauch). Ebenso ist für im Erdreich verlaufende Anschlussleitung zum Fundamenterder ein Korrosionsschutz erforderlich.

Alternativ kann in diesen gefährdeten Bereichen auch Edelstahl eingesetzt werden. Ein Materialwechsel zu einem unedleren Erder im Beton ist unproblematisch und nach VDI 0151 [3] ist auch bei Verlegung im Erdreich erst dann mit stärkerer Korrosion eines Erders aus verzinkten Stahl zu rechnen ist, wenn die Oberfläche des edleren deutlich größer als die des unedleren Materials wäre.

In allen anderen Fällen wird jedoch empfohlen, die Verbindungsstellen von verschiedenen Metallen oberirdisch auszuführen.
Wird eine Fundamenterdung mit einem erdverlegten Erder verbunden, so soll der erdverlegte Erder in blankem Kupfer ausgeführt werden.
Wenn Blitzschutzerder im Verhältnis zur übrigen Erdungsanlage ein negativeres Potential aufweisen, so können diese durch Trennfunkenstrecken vor Korrosion geschützt werden.

## Erdereinsatz
Erder werden für verschiedene Aufgaben eingesetzt. Entsprechend der Aufgabe unterscheidet man:
- Schutzerder
- Betriebserder, im häuslichen oder betrieblichen Stromnetz auch Anlagenerder genannt
- Blitzschutzerder
- Steuererder
- Hilfserder

Als Schutzerder werden meistens ein oder mehrere Staberder verwendet. Bei Neubauten werden Fundamenterder genutzt.
Die Auslegung von Betriebserdern ist recht umfangreich, da sich aufgrund der hohen Erdungsströme insbesondere bei Tiefenerdern hohe Schrittspannungen um den Erder ergeben. Häufig werden hier Maschenerder verwendet, da bei diesen Erdern geringe Schrittpotentiale entstehen. Dort, wo Maschenerder nicht eingesetzt werden können, werden Ringerder eingesetzt. Eine ebenfalls verwendete Variante sind Staberder mit zusätzlichen Steuererdern.
Besonders aufwändige Erder werden bei HGÜ-Anlagen und Sendern für Frequenzen unter 3 MHz verwendet. In ersteren Fall werden gelegentlich Erder im Meer versenkt, in letzteren Fall werden um die Sendeantenne mehrere blanke Metallbänder um diese verlegt, was man als Erdnetz bezeichnet.
Als Blitzschutzerder werden häufig Ringerder mit einem Meter Abstand zum schützenden Gebäude ins Erdreich verlegt.
Steuererder sind Erder, die aufgrund ihrer Form und Anordnung hauptsächlich zur Potentialsteuerung eingesetzt werden. Das Erreichen eines bestimmten Ausbreitungswiderstandes ist bei Steuererdern zweitrangig. Als Steuererder werden in der Regel Ringerder verwendet, die um Haupterder verlegt werden. Die Steuererder werden so um den Haupterder verlegt, dass die äußeren Steuererder tiefer verlegt werden als die inneren. Alle Erder werden über die Haupterderschiene elektrisch leitend miteinander verbunden.
Hilfserder sind in der Regel etwa 1 Meter lange nach oben hin konisch geformte Staberder, die zur Erdungsmessung benötigt werden. Dabei variiert die Länge des Erders je nach Bodenbeschaffenheit. Die Hilfserder werden entweder als Erdungsspieße in den Boden gesteckt oder mit einem Holzschraubengewinde an der Spitze in den Boden gedreht. Die Hilfserder werden für die Messung mit einem größeren Abstand (40 m) vom Haupterder in den Boden gebracht und nach der Messung wieder entfernt.

## Erdereinbau im Erdreich
Zum Einbau von Oberflächenerdern und Plattenerdern im Erdreich wird der gewachsene Boden herausgehoben und nach dem Einbau des Erders wieder eingeschlämmt oder eingestampft. Nachteilig ist bei diesen Erdern, dass der genaue Ausbreitungswiderstand erst nach dem Setzen des Bodens gemessen werden kann.
Tiefenerder werden als Staberder oder Kreuzerder mit einer Rammvorrichtung in den Erdboden eingeschlagen. Die einzelnen Erderstäbe haben eine Länge von 1 bis 1,5 Meter und werden ineinander gesteckt. Beim Eintreiben der Stäbe verbinden sich diese selbstständig miteinander. Eine größere Haltbarkeit wird erzielt, wenn die Eisenstäbe beim Einrammen ein parallel laufendes Kupferkabel mit sich führen, da dieses wenig korrossionsanfällig ist und das Eisen zudem als Opferelektrode wirkt. In größeren Tiefen vergrabene Plattenerder werden auch als Tiefenerder bezeichnet.

## Temporäre Erder
Bei Umbauarbeiten an der Elektroinstallation kommt es immer wieder vor, dass elektrische Leiter freigelegt und berührt werden können oder sogar müssen. Solche Leiter sind gemäß der fünf Sicherheitsregeln vorher vom Stromnetz zu trennen (freizuschalten) und kurzzuschließen (zu erden).
Eine solche temporäre Erdung wird hergestellt durch:
- Erdungs- und Kurzschließeinrichtung, in der allgemeinen Elektroenergieversorgung (z. B. im Mittelspannungsnetz)
- Erdungsstange, speziell für Freileitungen und den Fahrdraht von elektrischen Bahnen

## Elektrische Eigenschaften
Die elektrischen Eigenschaften der Erdung sind abhängig von folgenden Faktoren:
- Erdwiderstand
- Gestaltung des Erders

Der Erdwiderstand setzt sich zusammen aus dem Ausbreitungswiderstand {\displaystyle R_{D}} und dem Widerstand {\displaystyle R_{L}} des Erders und der Erdleitung. Da der Widerstand {\displaystyle R_{L}} wesentlich kleiner ist, als der Ausbreitungswiderstand {\displaystyle R_{D}}, wird er in der praktischen Berechnung vernachlässigt. Der Ausbreitungswiderstand setzt sich somit zusammen aus spezifischen Erdwiderstand und den Abmessungen und der Anordnung des Erders.
Der spezifische Erdungswiderstand ist der Widerstand eines Kubikmeters Erdreich in Würfelform mit einer Kantenlänge von einem Meter. Die Maßeinheit für den spezifischen Erdungswiderstand ist {\displaystyle \mathrm {\Omega } m} Der spezifische Erdungswiderstand ist abhängig von der Bodenart, der Bodenbeschaffenheit und dem Feuchtigkeitsgehalt des Bodens.
Da der Feuchtigkeitsgehalt im Boden schwankt, lässt sich die Berechnung des Erdungswiderstandes nur mit mäßiger Genauigkeit durchführen. Die Berechnung des Ausbreitungswiderstandes ist somit nur eine grobe Planung für die Praxis und wird durch anschließende Erdungsmessung überprüft.
Der Ausbreitungswiderstand für Banderder lässt sich anhand der folgenden Formel ermitteln.
{\displaystyle \mathbb {R} _{\text{A}}={\frac {\rho _{E}}{\mathrm {\pi } \cdot l}}\cdot \ln {\frac {2\,\mathrm {\cdot } l}{\mathrm {d} }}}
Für einen Staberder lautet die Formel:
{\displaystyle \mathbb {R} _{\text{A}}={\frac {\rho _{E}}{\mathrm {2} \cdot \pi \cdot l}}\cdot \ln {\frac {4\,\mathrm {\cdot } l}{\mathrm {d} }}}
Quelle:
Werden mehrere ({\displaystyle n}) Staberder parallel geschaltet, wird der Ausbreitungswiderstand ermittelt anhand der Formel:
{\displaystyle \mathbb {R} _{\text{A}}={\frac {1}{\mathrm {n} }}\cdot {\frac {\rho _{E}}{\mathrm {2} \cdot \pi \cdot D}}\cdot \ln {\frac {4\,\mathrm {\cdot } l}{\mathrm {d} }}\cdot {k}}
Die Konstante {\displaystyle k} beträgt je nach Bodenfeuchte
{\displaystyle k\approx 1...2}
Ein Maschenerder mit der Fläche {\displaystyle A} kann näherungsweise berechnet werden gemäß der Formel:
{\displaystyle \mathbb {R} _{\text{A}}\approx {\frac {\rho _{E}}{\mathrm {4} }}\cdot {\sqrt {\frac {\pi }{\mathrm {A} }}}}
Quelle:
Für einen Ringerder mit einem Durchmesser {\displaystyle D} gilt näherungsweise die Formel:
{\displaystyle \mathbb {R} _{\text{A}}\approx {\frac {\rho _{E}}{\mathrm {2} \cdot \pi ^{2}\cdot l}}\cdot {k}}
Die Konstante {\displaystyle k} beträgt dabei:
{\displaystyle k\approx 15...20}
Den Ausbreitungswiderstand eines Plattenerders mit der Kantenlänge {\displaystyle a} ermittelt man gemäß der Formel:
{\displaystyle \mathbb {R} _{\text{A}}={\frac {\rho _{E}}{\mathrm {4} ,5\cdot a}}}
Quelle:
Kommt die Platte nur mit einer Oberfläche mit leitendem Erdreich in Verbindung gilt die Formel:
{\displaystyle \mathbb {R} _{\text{A}}={\frac {\rho _{E}}{\mathrm {2} \cdot D}}}

### Verbesserung des Ausbreitungswiderstandes
Zur Verringerung des Ausbreitungswiderstandes gibt es mehrere Methoden:
- Verwendung von speziellen Füllermaterialien
- Verwendung mineralischer oder chemischer Bodenelektroden
- Einsatz mehrerer parallel geschalteter Erder

In Böden mit veränderlicher Bodenfeuchtigkeit, z. B. felsigen oder sandigen Böden, wird zur Kontaktverbesserung ein spezielles Füllmaterial verwendet, das zur Kontaktverbesserung des Erders mit dem Erdreich dient. Die Erder werden in das Füllmaterial eingebettet und dann mit Erdreich überdeckt.
Zur Verbesserung der Bodenleitfähigkeit werden spezielle Bodenelektroden eingesetzt, die mit einer Salzmischung gefüllt werden. Die Erdungselektroden sind mit mehreren Löchern versehen, durch die die Salzlösung in den Boden wandern kann. Füllmaterialien oder chemische Bodenelektroden werden hauptsächlich bei Blitzschutzerdern angewendet.
Durch die Parallelschaltung mehrerer Erder wird die Kontaktfläche mit dem Erdreich vergrößert und dadurch der Ausbreitungswiderstand gesenkt. Damit sich die Erder nicht gegenseitig beeinflussen, werden sie im Abstand von zwei Erderlängen verlegt.
Zur zusätzlichen Verbesserung der Erdungswirkung werden so genannte Kettenleiter angeschlossen, z. B. Metallmäntel bei Kabeln oder Erdseile bei Freileitungen. In größeren baulichen Anlagen (Industrieanlagen) werden oftmals die Erdungen untereinander verbunden, um somit eine vermaschte Erdungsanlage zu erreichen. Durch die Verbindung der einzelnen Erdungsanlagen werden zum einen die Potentialdifferenzen zwischen den Erdern gesenkt und zum anderen wird der Erdungswiderstand der Gesamtanlage gesenkt.

### Erderspannung
Mit Erderspannung wird die am Erder anliegende Spannung gegenüber dem Erdpotential bezeichnet. Sie hängt vom Ausbreitungswiderstand sowie dem im Fehlerfall durch den Erder abfließenden Erdstrom ab:
{\displaystyle \mathbb {R} _{\text{A}}={\frac {\mathrm {U} _{\text{E}}}{\mathrm {I} _{\text{E}}}}}
In der Hausinstallation wird die maximale Erderspannung üblicherweise durch den Ausbreitungswiderstand der Erdungsanlage und den Auslösestrom des Fehlerstrom-Schutzschalters begrenzt. 

Ist kein Fehlerstrom-Schutzschalter vorhanden, so würde bei genügend niedrigem Ausbreitungswiderstand die Überstromschutzeinrichtung, d. h. der Leitungsschutzschalter, abschalten. Sollte der zum Erder führende Schutzleiter unterbrochen sein oder ein hoher Ausbreitungswiderstand vorliegen, so kann sich in Anlagen ohne Fehlerstrom-Schutzschalter im Fehlerfall im gesamten Gebäude eine recht hohe Berührungsspannung an allen am Potentialausgleich angeschlossenen metallischen Bauteilen und Gehäusen einstellen.

## Größere Anlagen
Erdungen zusammenhängender Gebäude müssen untereinander verbunden werden.

## Richtlinien
- DIN VDE 0100-540 Errichten von Niederspannungsanlagen Teil 5-54: Auswahl und Errichtung elektrischer Betriebsmittel – Erdungsanlagen, Schutzleiter und Schutzpotentialausgleichsleiter
- DIN VDE 0101 Starkstromanlagen mit Nennwechselspannungen über 1 kV Teil 1: Allgemeine Bestimmungen
- DIN VDE 0141 Erdungen für spezielle Starkstromanlagen mit Nennspannungen über 1 kV
- DIN VDE 0151 Werkstoffe und Mindestmaße von Erdern bezüglich der Korrosion
- ÖVE/ÖNORM E 8014 – Serie (Errichtung von Erdungsanlagen für elektrische Anlagen mit Nennspannungen bis WS/AC 1000 V und GS/DC 1500 V)